# Национален политехнически университет (Армения)
Националният политехнически университет (на арменски: Հայաստանի ազգային պոլիտեխնիկական համալսարան) е най-големият технически университет в Армения.

## История
Университетът е основан от съветското правителство през 1933 г. като Еревански политехнически институт „Карл Маркс“. Първата академична година започва с 2 факултета и 107 студенти. Институтът започва да се разраства. През 1960-те години броят на студентите достига 10 000 души.
Преименуван е на Държавен инженерен университет на Армения, след като страната придобива независимост през 1991 г. Получава настоящото си име с решение на правителството на Армения през ноември 2014 г.
Над 90 000 студенти са завършили университета през годините на неговото съществуване. Днес в него се обучават повече от 11 000 студенти от над 1000 преподаватели, повечето от които с научна степен.

## Структура
- Институт по енергия и енергетика
- Проектантски Институт
- Център за обучение на учители
- Факултет по инженерна химия и опазване на околната среда
- Факултет по радио и комуникационни система
- Факултет по компютърни системи и информатика
- Факултет по минно дело и металургия
- Факултет по приложна математика и физика